# Furtadoa mixta
Furtadoa mixta är en kallaväxtart som först beskrevs av Henry Nicholas Ridley, och fick sitt nu gällande namn av Mitsuru Hotta. Furtadoa mixta ingår i släktet Furtadoa och familjen kallaväxter. Inga underarter finns listade.